# Madhwar, Sedam
Madhwar là một làng thuộc tehsil Sedam, huyện Gulbarga, bang Karnataka, Ấn Độ.